# Pável Popóvich
Pável Románovich Popóvich (en ucraniano, Павло́ Рома́нович Попо́вич; en ruso, Павел Романович Попович); (Uzín, raión de Bila Tserkva, RSS de Ucrania, 5 de octubre de 1930 - Gurzuf, República autónoma de Crimea, Ucrania, 29 de septiembre de 2009) fue un cosmonauta soviético. Comandó dos misiones espaciales, la Vostok 4, en 1962, y la Soyuz 14, en 1974.
Fue el cuarto cosmonauta en el espacio, la sexta persona en órbita y la octava en el espacio. Por otra parte, fue el primero de origen ucraniano. 

## Biografía
Durante la Segunda Guerra Mundial, los alemanes ocuparon su ciudad natal de Uzin, y quemaron diversos documentos oficiales, incluyendo su certificado de nacimiento. Tras el conflicto estos documentos fueron restaurados con la ayuda de testimonios oculares, y a pesar de que su madre 1929, los testimonios insistían en que él nació en 1930, por lo que este se convirtió en su año oficial de nacimiento.
En 1947, abandonó la escuela vocacional en Bila Tserkva y consiguió empleo como carpintero. En 1951, se graduó como ingeniero civil de una escuela técnica y también calificó como piloto, función a través de la cual se unió al Partido Comunista de la Unión Soviética, a través del Komsomol, en 1954.
Dos veces Héroe de la Unión Soviética. Alcanzó el rango de general de la fuerza aérea. Falleció de un derrame cerebral el 29 de septiembre de 2009 en Gurzuf, Crimea.

### Cosmonauta
Se graduó en la Escuela de Aviación Militar de Stalingrado en 1951, cuando entró a la Fuerza Aérea Soviética en 1954, manteniéndose en servicio hasta 1959. En 1960, fue seleccionado para el grupo de veinte pilotos que irían a  entrenar como los primeros cosmonautas soviéticos, terminando su entrenamiento en 1961.
Considerado uno de los dos más fuertes candidatos a realizar el primer vuelo espacial humano tripulado, finalmente fue escogido Yuri Gagarin. Popóvich, en aquella ocasión, actuó como controlador en tierra.
Su primer vuelo al espacio fue el Vostok 4, en 15 de agosto de 1962, junto con el Vostok 3 de Andrián Nikoláyev, la primera vez que dos naves espaciales estuvieron juntas en órbita.